# 马於光
马於光（1963年—），男，中国高分子化学与物理学家，华南理工大学教授、博士生导师，中国科学院院士。